# Vip4Padel
Vip4Padel è un talent show sportivo sul padel, andato in onda nel 2024 su Sportitalia, con la regia di Mario Maellaro.

## La trasmissione

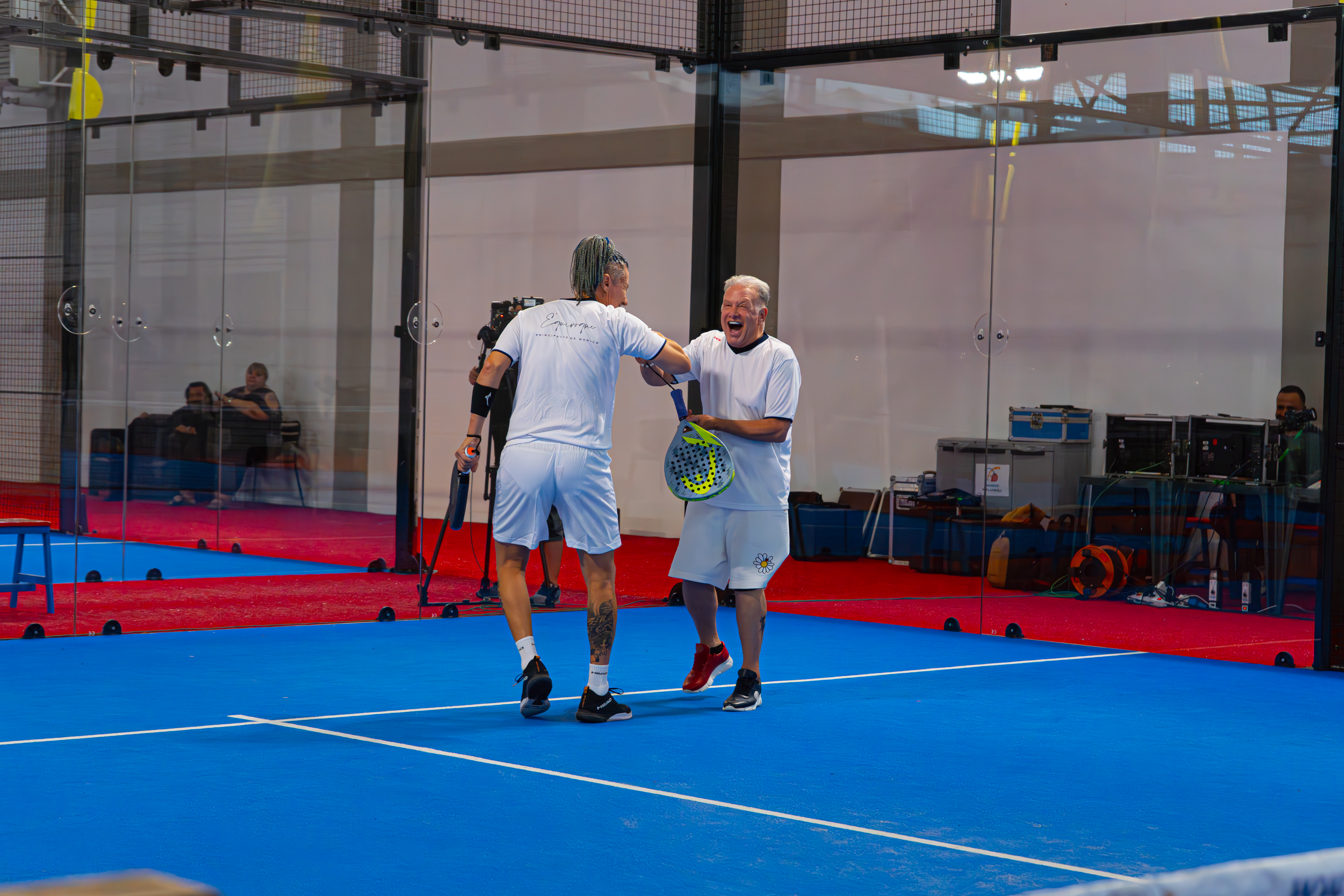
Garrison Rochelle vince la prima edizione di Vip4Padel

Il talent show, condotto da Anthony Peth, vede la partecipazione di personaggi dello show business che, in coppia con i rispettivi fan, si sfidano su un campo da padel. Strutturato sotto forma di torneo, solo due coppie riusciranno ad accedere alla finale e conquistare il titolo di vincitori. Al termine di ogni puntata, i partecipanti sorseggiano un drink analcolico, elaborato dall'esperto Nicola Buratto .

## Partecipanti Vip
- Garrison Rochelle
- Matilde Brandi
- Fabio Di Dario
- Lucilla Agosti
- Sabrina Bambi
- Milena Miconi
- Filippo Roma
- Amedeo Goria

## Partecipanti Fan
- Ryan Sartori (Chef)
- Luca Licini (Istruttore di Padel)
- Pasquale Buonanno (Mentalista)
- Daniele Losquadro (Mentalista)
- Claudio Roscitano (Medico)
- Roberto Rossi (Sindaco)
- Agata Lucchini (Istruttrice di Equitazione)
- Gianmarco Sansolino (Giornalista)

## Torneo
| I PUNTATA         | II PUNTATA     | III PUNTATA   | IV PUNTATA   | V PUNTATA         | VI PUNTATA    | VII PUNTATA       |
| ----------------- | -------------- | ------------- | ------------ | ----------------- | ------------- | ----------------- |
| Matilde Brandi    | Lucilla Agosti | Milena Miconi | Amedeo Goria | Lucilla Agosti    | Milena Miconi | Milena Miconi     |
| Garrison Rochelle | Fabio Di Dario | Sabrina Bambi | Filippo Roma | Garrison Rochelle | Filippo Roma  | Garrison Rochelle |

Ad aggiudicarsi la vittoria finale sono stati Garrison Rochelle e il suo fan Luca Licini.